# Heinz-Joachim Ewert
Heinz-Joachim Ewert, auch Heinz Hoachim Ewert, (* 25. Februar 1909 in Berlin-Charlottenburg; † 9. Juni 1988 in München) war ein deutscher Filmproduktionsleiter.

## Leben und Wirken
Der Kaufmannssohn folgte dem väterlichen Vorbild und ließ sich zunächst kaufmännisch ausbilden. Anschließend ging er in die Dienste der Berliner Filmkredit-Bank GmbH. Dort oblag es Ewert, sich in erster Linie mit Fragen der Filmfinanzierung zu befassen. Auf diese Weise knüpfte er rasch Kontakt zur Kinobranche.
1934 begann Ewert dort als Produktionsassistent, im Juli 1935 wurde er von der Deka-Film als Produktionsleiter bestellt. Anfang 1943 holte ihn die Wien-Film für eine führende Position (Oberkontrolle der dort hergestellten Filme) zu sich, im Frühjahr 1944 übernahm Heinz-Joachim Ewert in Nachfolge Erich von Neussers dessen Posten als stellvertretender Produktionschef der Wien-Film.
Nach dem Krieg arbeitete Ewert für diverse deutsche und österreichische Firmen. Beachtung verdient lediglich der von Erich Pommer hergestellte Antikriegsfilm Kinder, Mütter und ein General.

## Filmografie
- 1935: Vom Segelfliegen (Dokumentarfilm)
- 1935: Der Mann mit der Pranke
- 1936: Befehl ist Befehl
- 1937: Krach und Glück um Künnemann
- 1937: Man spricht über Jacqueline
- 1937: Liebe kann lügen
- 1943: Späte Liebe
- 1943: Die kluge Marianne
- 1943/47: Am Ende der Welt
- 1950: Erzherzog Johanns große Liebe
- 1951: Unschuld in tausend Nöten
- 1953: Südliche Nächte
- 1953: Schlagerparade
- 1955: Kinder, Mütter und ein General
- 1956: Auf Wiedersehen am Bodensee